# Flagello (strumento)

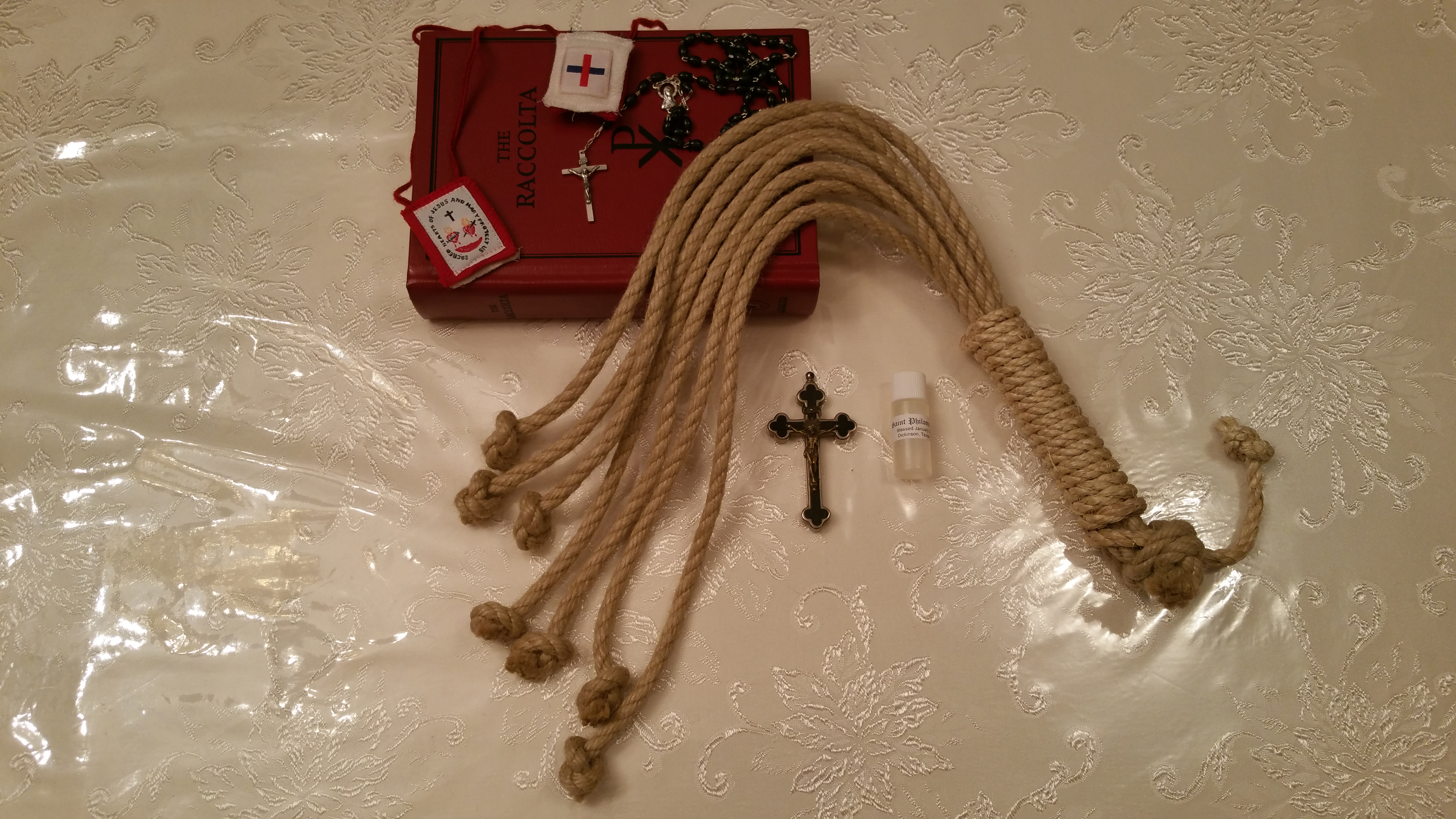
Un flagello cristiano

Il flagello era uno strumento di tortura (o di punizione) costituito da un manico con delle corregge all'estremità delle quali c'erano dei piccoli pesi di metallo o di ossa animali.

## Storia
Il flagello è stato citato da Cicerone e da Flavio Giuseppe.
Si narra che Gesù Cristo stesso fu flagellato con tale strumento.
Il flagello era uno strumento punitivo molto violento: la violenza dei colpi poteva far esporre rapidamente i visceri o le ossa.